# L'ultimo San Valentino
L'ultimo San Valentino (The Lost Valentine) è un film per la televisione del 2011 diretto da Darnell Martin e basato su un romanzo omonimo di James Michael Pratt, precedentemente chiamato The Last Valentine, un best seller del 1998 del New York Times e del USA Today. Il film è stato trasmesso in prima visione negli Stati Uniti d'America il 30 gennaio 2011.

## Trama
La giornalista televisiva Susan Allison sta lavorando sulla storia di Caroline, una donna il cui marito, l'aviatore navale Neil Thomas fu dichiarato disperso in azione oltre 65 anni prima durante la seconda guerra mondiale. Susan si scontra immediatamente con il nipote di Caroline, Lucas, quando egli ascolta per sbaglio una conversazione di Susan col suo capo in cui si riferisce alla storia della nonna come un pezzo monotono e soporifero. Lei si scusa e riesce a iniziare l'intervista e a passare del  tempo con Caroline e Lucas. La sua amicizia con Lucas le fa venire dei dubbi sul suo rapporto con il suo fidanzato Andrew Hawthorne, un fotografo che è spesso assente per lavoro all'estero.
L'intervista con Caroline rivela come per sessantasei anni lei non abbia mai avuto alcuna notizia sulle sorti del marito dal dipartimento della Marina.
Con l'aiuto di un senatore degli Stati Uniti che mette pressione sulla Marina, individuano la famiglia di Billings, di cui il defunto padre Jeff era un mitragliere sull'aereo di Neil. Da una lettera di Jeff alla madre, il figlio racconta della collisione e di Morang, un filippino che salvò gli aviatori marini feriti. Allora Susan si rivolge ad Andrew per un aiuto; poiché lui per il suo lavoro, ha connessioni col luogo dove il tenente Thomas fu visto per l'ultima volta vivo.
Mettendo da parte i sentimenti che prova in seguito alla rottura con lei, Andrew riesce a individuare l'anziano Morang mentre è nelle Filippine e organizza una videoconferenza tra lui e Caroline. Sulla storia del tenente Thomas, Morang dice che era ferito, ma che voleva che l'artigliere più grave, Billings, venisse curato per prima e trasportato ad un ospedale. Quando Thomas si riprese, entrò a far parte dei guerriglieri filippini e combatté contro le linee nemiche dei giapponesi. Durante un pattugliamento il tenente Thomas venne ucciso da un cecchino giapponese mentre salvava la vita di un bambino. Morang conosce il luogo di sepoltura del tenente Thomas.
La  Marina si reca sul luogo e riporta i resti del tenente e i suoi effetti personali negli Stati Uniti. A Caroline vengono consegnate le medagliette di Neil, l'orologio e il portafoglio. In riconoscimento del suo coraggio e servizio meritevole, la Marina gli conferisce postumi gli onori militari e le medaglie al valore.
La cerimonia viene celebrata proprio alla stazione dove la bara viene riconsegnata a Caroline, davanti alle telecamere, dove Caroline porge il suo ultimo addio dal suo amato Neil al suono del saluto militare. Caroline è felice quando il suo amato nipote e Susan iniziano una relazione romantica.

## Produzione
La pellicola è stata girata in Georgia (USA).

## Distribuzione
Il film è stato trasmesso in patria dalla CBS il 30 gennaio 2011 e successivamente in Australia, Spagna, Francia, Ungheria e Belgio.

## Riconoscimenti
- 2021 - Screen Actors Guild Award
  - Candidatura alla migliore attrice in un film TV o miniserie a Betty White